# Bài toán thứ bảy của Hilbert
Bài toán thứ bảy của Hilbert là một trong số các bài toán mở do David Hilbert đưa ra năm 1900. Bài toán đặt câu hỏi về tính vô tỉ và tính siêu việt của một số nhất định (Irrationalität und Transzendenz bestimmter Zahlen).

## Phát biểu
Hai câu hỏi tương đương nhau được đặt ra là:
1. Trong một tam giác cân, nếu tỉ số góc ở đáy với góc ở đỉnh là đại số nhưng không hữu tỉ, thì liệu tỉ số giữa cạnh đáy và cạnh bên có là siêu việt không?
2. Cho số đại số a khác 0 và 1, và số đại số vô tỉ b, liệu ab luôn là số siêu việt?

## Lời giải
Câu hỏi ở dạng thứ hai được giải quyết bởi Aleksandr Gelfond năm 1934 với câu trả lời là có, và được cải thiện bởi Theodor Schneider năm 1935. Kết quả này được gọi là định lý Gelfond hay định lý Gelfond–Schneider. Việc xét b vô tỉ là cần thiết, do ab là số đại số với a đại số và b hữu tỉ.
Bài toán này là một trường hợp đặc biệt của tổ hợp tuyến tính logarit, cụ thể là
{\displaystyle b\ln {\alpha }+\ln {\beta }=0.}
Bài toán tổng quát được nghiên cứu bởi Gelfond và giải quyết bởi Alan Baker. Kết quả này được đặt tên là định lý Baker. Baker nhận huy chương Fields năm 1970 cho thành tựu này.